# Nagari Salayo Tanang Bukik Sil
Nagari Salayo Tanang Bukik Sil is een bestuurslaag in het regentschap Solok van de provincie West-Sumatra, Indonesië. Nagari Salayo Tanang Bukik Sil telt 4402 inwoners (volkstelling 2010).